# 2003 FNS歌謡祭
『2003 FNS歌謡祭』（2003 エフエヌエスかようさい）は、フジテレビ系列で2003年12月3日 19:00 - 23:18（JST）に生放送された通算32回目の『FNS歌謡祭』。

## 概要
- 1997年より長年、木曜日に放送されていたが、今回から水曜日に移動、また放送時間がこれまでの3時間から4時間へ拡大され、初めて4時間を超えた。
- なおこの放送から2日前に導入した地上デジタル放送での放送を開始と同時にHDTVカメラ撮影によるハイビジョン制作となり同局、東海テレビ、関西テレビの地上波デジタル放送ではデジタルハイビジョン（HD）撮影・放送を開始。地上アナログ放送、会場内のモニターはサイドカット放送となる。

## 当日のステージ
- I WiSHは当番組への出演がテレビ初出演となった。
- 今回は、同局のバラエティ番組『水10! ワンナイR&R』から誕生した音楽ユニット・くずが、昨年に引き続き、今回は2回目の出演を果たす。
- 今回のトップバッターは、当番組初出演となるNEWSが担当して、自身のデビュー曲「NEWSニッポン」を披露した。
- 2年ぶりに出演したSMAPが、ダブルミリオン達成及びこの年のオリコン年間シングルチャート1位の「世界に一つだけの花」で自身初の大トリを飾った。
- ジャニーズ事務所からはSMAP、TOKIO、KinKi Kids、V6、嵐、NEWSの6組が出演した。また、NEWSが『FNS歌謡祭』に初出演となった。

## 出演者

### 司会
- 楠田枝里子
- 川端健嗣（当時：フジテレビアナウンサー）

### 出演アーティスト
- I WiSH
- 安室奈美恵
- 嵐
- 上戸彩
- EXILE
- Every Little Thing
- KinKi Kids[1]
- くず
- CHEMISTRY
- 後藤真希
- 女子十二楽坊
- 島谷ひとみ
- SPEED
- SMAP
- TOKIO
- 中島美嘉
- 夏川りみ
- NEWS
- 浜崎あゆみ
- 一青窈
- 平井堅
- V6
- BoA
- 松浦亜弥
- Mr.Children
- 光永亮太
- モーニング娘。
- 森山直太朗

太字は当年のNHK『第54回NHK紅白歌合戦』にも出場した歌手である。

### 音楽・演奏
- 武部聡志音楽団

## セットリスト
| 順番 | アーティスト       | 楽曲                                 |
| ---- | ------------------ | ------------------------------------ |
| 1    | NEWS               | NEWSニッポン                         |
| 2    | 上戸彩             | Hello                                |
| 3    | 嵐                 | 言葉より大切なもの                   |
| 4    | 後藤真希           | スクランブル                         |
| 5    | V6                 | Darling                              |
| 6    | 光永亮太           | Always                               |
| 7    | モーニング娘。     | シャボン玉                           |
| 8    | SPEED              | Body & Soul (1996)                   |
| 9    | SPEED              | White Love (1997)                    |
| 10   | モーニング娘。     | 恋愛レボリューション21 (2000)        |
| 11   | モーニング娘。     | ザ☆ピ〜ス! (2001)                    |
| 12   | モーニング娘。     | LOVEマシーン (1999)                  |
| 13   | Every Little Thing | fragile (2001)                       |
| 14   | I WiSH             | 明日への扉                           |
| 15   | 安室奈美恵         | SO CRAZY                             |
| 16   | 松浦亜弥           | ね〜え?                              |
| 17   | BoA                | Shine We Are!                        |
| 18   | TOKIO              | AMBITIOUS JAPAN!                     |
| 19   | EXILE              | Choo Choo TRAIN (1991/ZOO)           |
| 20   | 平井堅             | 見上げてごらん夜の星を (1963/坂本九) |
| 21   | 女子十二楽坊       | 川の流れのように (1989/美空ひばり)   |
| 22   | 女子十二楽坊       | 自由                                 |
| 23   | 安室奈美恵         | Body Feels EXIT (1995)               |
| 24   | 安室奈美恵         | a walk in the park (1996)            |
| 25   | 安室奈美恵         | Chase the Chance (1995)              |
| 26   | 三枝夕夏 IN db     | 君と約束した優しいあの場所まで       |
| 27   | SPEED              | Walking in the rain                  |
| 28   | CHEMISTRY          | YOUR NAME NEVER GONE                 |
| 29   | 島谷ひとみ         | 元気を出して                         |
| 30   | くず               | 全てが僕の力になる!                  |
| 31   | Mr.Children        | くるみ                               |
| 32   | 中島美嘉           | 雪の華                               |
| 33   | KinKi Kids         | 薄荷キャンディー                     |
| 34   | 一青窈             | もらい泣き (2002)                    |
| 35   | 夏川りみ           | 涙そうそう (2001)                    |
| 36   | 森山直太朗         | さくら(独唱)                         |
| 37   | 浜崎あゆみ         | No way to say                        |
| 38   | SMAP               | 世界に一つだけの花                   |

## スタッフ
- 制作：港浩一
- 構成：玉井貴代志、小滝明日香／山内浩嗣
- 美術プロデューサー：石鍋伸一朗、井上幸夫
- デザイン：越野幸栄
- 美術進行：内山高太郎、楫野淳司
- 大道具：引馬幹晴
- アートフレーム：永濱大作、小田原剛郎
- 電飾：渡辺信一
- アクリル装飾：渋谷哲也
- 特殊装置：樋口真樹
- 視覚効果：小熊雅樹
- 生け花装飾：長崎由利子
- メイク：久保田裕子
- 楽器：磯元洋一
- マルチ：丸山明道
- TD／SW：馬場直幸
- カメラ：二見健二、関克哉
- 音声：相馬厚
- 映像：佐川幸栄
- 照明：植松晃一
- バリライト：土屋欣宥（バリライトアジア）
- PA：山本祐介（共立）
- カムリモート：酒井和恵
- クレーン：明光セレクト、ダブルビジョン、サークル、K&L
- 音楽：武部聡志
- 音響効果：川端智之（4-Legs）、中田圭三（4-Legs）
- 編集：田中友裕（IMAGICA）
- MA：足達健太郎（IMAGICA）
- CG：松本幸也（orb）／瀬井貴之
- 電子タイトル：太田明
- 広報：谷川有季
- TK：石原由季、平野美紀子
- 協力：グランドプリンスホテル新高輪、沖縄テレビ、沖縄観光コンベンションビューロー、ハーフトーンミュージック
- 映像協力：テレビ東京、スポニチクリエイツ
- 運営：コントロール／4-Legs
- 技術協力：八峯テレビ、共同テレビジョン、FLT、共立、タムコ
- VTR編集：仮屋隆典、唐雅則
- I WiSH中継：
  - SW：佐々木信一
  - ディレクター：深沢ボン(一浩)
- Mr.Children中継：
  - SW：障子川雅則
  - ディレクター：城野智則
- 夏川りみ中継：
  - SW：石田智男
  - ディレクター：冨田哲朗
- フジテレビV7スタジオ：
  - SW：菅野恒雄
  - ディレクター：神原孝
- プロデューサー：きくち伸、清水宏泰、佐々木将
- 演出：板谷栄司
- 制作：フジテレビバラエティ制作センター
- 制作著作：フジテレビ